# Storcirkel
En storcirkel er en cirkel på en kugle, som har samme diameter som kuglen. Storcirklen deler således kuglen i 2 lige store halvkugler (hemisfærer).
Alternative definitioner er:
- En storcirkel er skæringskurven mellem en kugle og en plan, som går gennem kuglens centrum.
- En storcirkel er den største cirkel, som kan tegnes på en kugle.

En storcirkel på en kugle er analog til en ret linje i en plan – se også Ikke-euklidisk geometri. Den korteste kurve mellem to punkter på en kugle vil altid være en del af en storcirkel. Derfor vil skibes og flyvemaskiners ruter ofte følge storcirkler på Jorden. Tegnes ruterne imidlertid på et fladt kort, vil de normalt se ud som krumme linjer, mens en rute, som på kortet fremstår som en ret linje, i virkeligheden vil være længere end storcirkelbuen.
På Jorden er meridianerne halve storcirkler, og ækvator er en storcirkel.
På Himmelkuglen er horisonten, himlens ækvator og ekliptika storcirkler.
Modsætningen til en storcirkel er en lillecirkel som er en cirkel på en kugle som har en mindre diameter end kuglens diameter. En lillecirkel kan også defineres som skæringskurven mellem en kugle og en plan som ikke går gennem kuglens centrum. En lillecirkelbue vil aldrig udgøre den korteste kurve mellem to punkter på en kugle.